# أبو مهدي (صاروخ جوال)
أبو مهدي: هو جيل جديد من صواريخ كروز البحرية إيرانية الصنع، مزود برأس ذي توجيه نشط بالرادار. يُطلَق من الأعماق بواسطة الغواصات بالإضافة إلى البوارج البحرية الإيرانية. كما تم تزويده بمحرك نفاث من فئة طلوع، وله أجنحة مستطيلة ذات رأس دائري. يبلغ مداه أكثر من (1000) كيلومتر، وقطره يبلغ 55 سم. وله القدرة على تخطي المنظومات الدفاعية الخاصة بالعدو. فهو صاروخ مخصص لحماية المداخل البحرية لمضيق هرمز ولسواحل إيران الغربية على الخليج العربي وعلى خليج عمان وبحر العرب، كما وانه يطير على علوٍ منخفض. تم الإعلان عنه رسمياَ في الشهر الثامن من سنة 2020م. بواسطة وزير الدفاع الإيراني العميد أمير حاتمي والذي صرح بخصوص المجال الصاروخي، الذي يُعَد العنصر الأساس لقدرة الردع الإيرانية، أنه تم بذل إهتمام خاص بالصواريخ ذات المدى الأقل من 2000 كيلومتر. ويُعتَقَد أن صاروخ كروز أبو مهدي الذي عرضه التلفزيون الرسمي الإيراني. هو من صنع (مجموعة ثامن الأئمة الصناعية) والمعروفة أيضاً باسم (مجموعة صناعة الصواريخ الدفاعية البحرية) في بارشين.

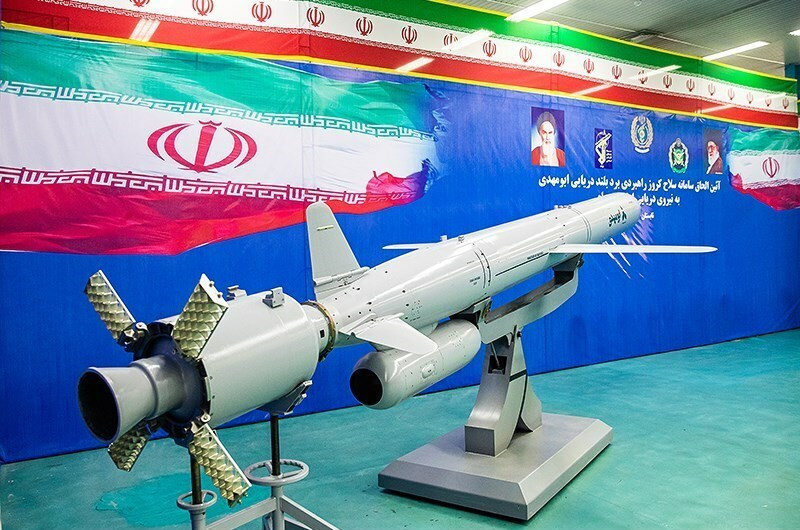
حفل إنضمام الصاروخ الإستراتيجي أبو مهدي إلى بحرية الجيش والحرس الثوري الإيراني، بحضور وزير الدفاع محمد رضا آشتياني، وقادة القوات البحرية للجيش والحرس الثوري الإيراني

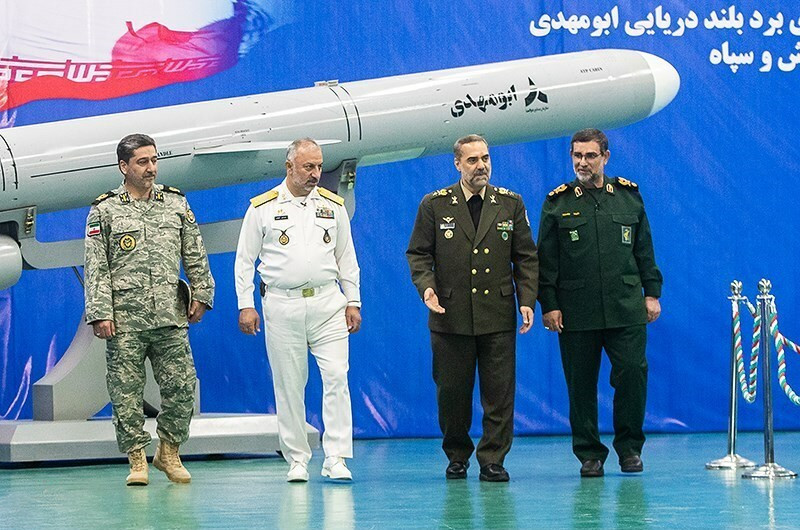
حفل إنضمام صواريخ كروز البحرية الإستراتيجية شهيد أبو مهدي إلى بحرية الجيش والحرس الثوري الإيراني

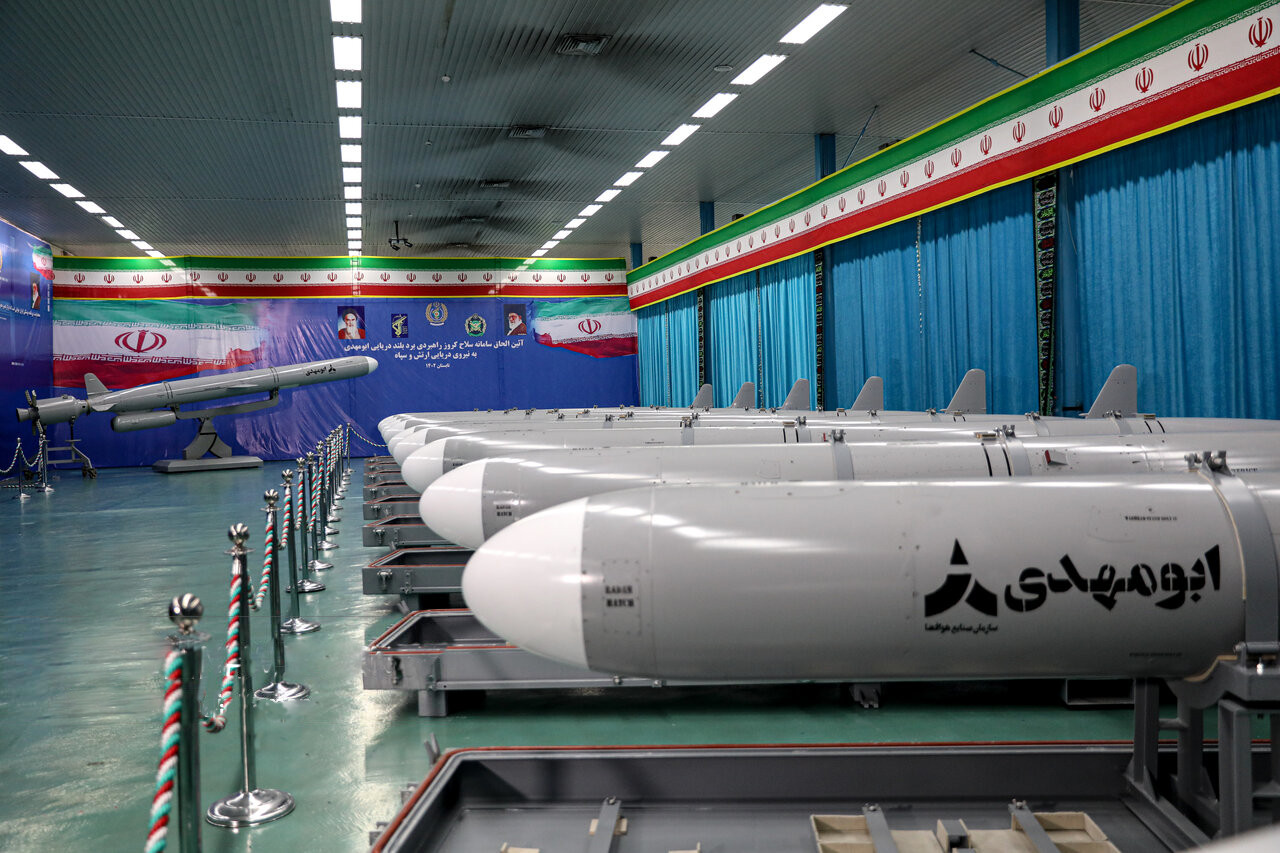
الإنتاج الضخم لصواريخ شهيد أبو مهدي البحرية

## نبذة عن صناعة الصواريخ البحرية الإيرانية
استثمرت جمهورية إيران مبالغ كبيرة في الصناعات العسكرية للقوات المسلحة، لتصميم وإنتاج صواريخ مضادة للسفن بمديات مختلفة لاسيما صواريخ «كروز» التي لديها قابلية الإطلاق من ثلاث فئات، من الطائرات ومنصات الإطلاق الأرضية ومن السفن والغواصات. وقد تسارعت وتيرة تطوير وتوسيع قسماً من المعدات الصاروخية للبلاد في مختلف القطاعات خلال السنوات الماضية، حيث يمكن ملاحظة مضاعفة سرعة هذا التطور بشكل واضح. وفي أحدث الإنجازات العسكرية في هذا الصدد، تم تزويد القوة الجوية الإيرانية بصواريخ كروز «نصر» المضادة للسفن، حيث قامت مؤسسة الصناعات الجوفضائية التابعة لوزارة الدفاع، بتسليم القوة الجوية في الجيش الإيراني، أول مجموعة منتجة من هذه الصواريخ المضادة للسفن والتي تُطلَق جواً. واستثمرت الجمهورية الإسلامية في إيران مبالغ كبيرة لإنتاج صواريخ مضادة للسفن بمديات مختلفة لاسيما في إنتاج أنواع متنوعة من صواريخ كروز التي لها قابلية الإطلاق من ثلاث فئات رئيسية أي منصات عائمة ومن الطائرات والمنصات الأرضية. اما عن مديات هذه الصواريخ فهي تتفاوت من صاروخ لآخر، ولكن هناك إنجازات تحققت فيما يخص مديات هذه الصواريخ في الآونة الأخيرة بحسب مصادر دولية وأخرى إيرانية. حيث أكد مسؤول كبير بالجيش الإيراني يوم 16 تشرين الأول من عام 2018م إن طهران زادت مدى صواريخها الباليستية أرض-بحر إلى 700 كيلومتر ونقلت وكالة فارس للأنباء عن أمير علي حاجي زادة قائد القوات الجوفضائية بالحرس الثوري قوله «نجحنا في صنع صواريخ باليستية أرض-بحر، ليست صواريخ كروز، صواريخ يمكنها قصف أي مركب أو سفينة من على بعد 700 كيلومتر»، وقال حاجي زادة إن الحرس الثوري ركز على زيادة مدى الصواريخ أرض-بحر بعدما سأل الزعيم الأعلى الإيراني آية الله علي خامنئي الجيش قبل نحو عشرة أعوام عن إمكانية (قصف سفن) باستخدام مقذوفات باليستية. وتُعتبَر قوة الدفاع الساحلي والصواريخ الباليستية المضادة للسفن الإيرانية ثاني قوة نوعية بالأهمية في القوات الإيرانية. والميزة بهذه القوة أنها ترتكز على الصناعة المحلية بشكل كبير جداً. وتتنوع بين صواريخ ساحلية قصيرة المدى تتراوح بين 15 إلى 35 كيلومتر ومتوسطة المدى بين 85 إلى 200 كيلومتر وبعيدة المدى بين 300 إلى 500 كيلومتر، وهذه الصواريخ تتنوع بين الباليستية المضادة للسفن والصواريخ الجوالة المضادة للسفن. كذلك نجحت جمهورية إيران بتصميم وتصنيع صاروخ كروز بحري بمدى 1000 كيلومتر وهو صاروخ شهيد أبو مهدي والذي هو جيل جديد من صواريخ كروز البحرية إيرانية الصنع، مزود برأس ذي توجيه نشط بالرادار. يُطلَق من الأعماق بواسطة الغواصات بالإضافة إلى البوارج البحرية الإيرانية. كما تم تزويده بمحرك نفاث من فئة طلوع، وله أجنحة مستطيلة ذات رأس دائري. يبلغ مداه أكثر من (1000) كيلومتر، وقطره يبلغ 55 سم. وله القدرة على تخطي المنظومات الدفاعية الخاصة بالعدو. فهو صاروخ مخصص لحماية المداخل البحرية لمضيق هرمز ولسواحل إيران الغربية على الخليج العربي وعلى خليج عمان وبحر العرب، كما وانه يطير على علوٍ منخفض. تم الإعلان عنه رسمياَ في الشهر الثامن من سنة 2020م.

## كشف النقاب
أعلنت وزارة الدفاع الإيرانية، يوم الخميس 20/8/2020، عن تصنيع صاروخ جديد أَطلقَت عليه اسم «أبو مهدي المهندس»، وقالت إن مداه يفوق ألف كيلومتر. بالإضافة إلى صاروخ باليستي جديد يحمل اسم اللواء قاسم سليماني يصل مداه إلى 1400 كيلومتر، وجاء الإعلان عن هذه المشاريع العسكرية خلال عرض عسكري بمناسبة يوم الصناعة الدفاعية الإيرانية، والذي شارك فيه الرئيس الإيراني حسن روحاني ووزير الدفاع أمير حاتمي. كذلك أعلنت أنها طورت صاروخ ذو الفقار ليصل مداه إلى 1400 كيلومتر. وأوضحت الوزارة أن صاروخ ذو الفقار كان يصل مداه إلى 700 كيلومتر فقط، واستُخدِمَ في إستهداف قاعدة عين الأسد في العراق، رداً على إغتيال اللواء قاسم سليماني، وكذلك أُستُخدِمَ لقصف تنظيم داعش في سوريا رداً على الهجوم، الذي إستهدف العرض العسكري في الأهواز. كذلك أزاحت الوزارة الستار عن خط إنتاج محرك طائرات محلي الصنع من طراز موج يُستَخدَم في المقاتلات الإيرانية كوثر والصاعقة وآذرخش.

## الخصائص
يتمتع صاروخ كروز أبو مهدي بمدا يفوق الألف كيلومتر، ويعني ذلك أنه مختص بحماية المداخل البحرية لمضيق هرمز وسواحل إيران الغربية على الخليج العربي وعلى خليج عمان وبحر العرب، هذا إذا تم إطلاقه من تحت المياه الإقليمية الإيرانية، مع الإمكانية أيضاً، ومع الغواصات والبوارج البحرية الإيرانية التي تم الكشف عن بعضها، أنه يمكن توسيع قطاع عمل (صاروخ أبو مهدي المهندس) ليمتد إلى محيطات أخرى، ربما يكون الأطلسي منها، قرب جمهورية فنزويلا مثلاً.
كما يمكن إطلاقه من بطاريات متنقلة من الساحل أو من أرض داخلية، ويحتمل أن يشكل تهديداً خطيراً للقطع البحرية للتحالف في بحر العرب. ووفقاً لبعض التقارير، إن البحرية الإيرانية هي الجهة التي ستتسلم صاروخ أبو مهدي.

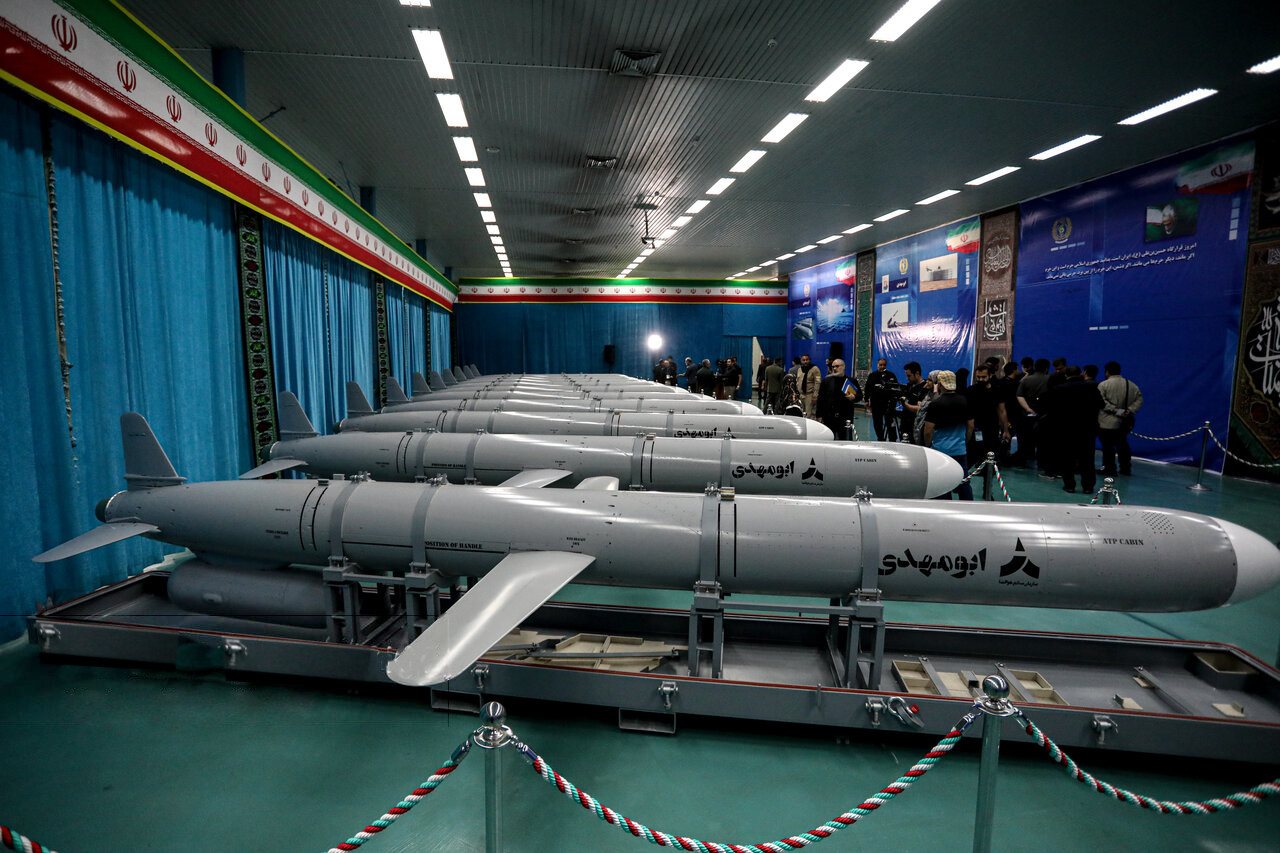
مراسم إنضمام صواريخ كروز أبو مهدي إلى منظومة السلاح التابعة للجيش والحرس الثوري الإيراني

## نبذة مختصرة
كان لدى القوات المسلحة الإيرانية أنواع مختلفة من صواريخ كروز البحرية بمدى مختلف يبدأ من 25 حتى 350 كم. حيث يمكن إطلاق هذه الصواريخ على الأهداف البحرية من مجموعة متنوعة من المنصات البحرية والبرية وأحياناً الجوية، لكن الصاروخ الجديد (أبو مهدي) يتمتع بميزة مهمة جداً، وهي زيادة مدى صواريخ كروز البحرية الإيرانية إلى ثلاثة أضعاف ما كانت عليه من قبل، أي إلى 1000 كيلومتر. وحتى الآن، فإن أطول مدى صواريخ كروز مضادة للسفن تم صنعها في إيران هو صاروخ رعد بمدى 350 كيلومتراً وصاروخ قدير بمدى 300 كيلومتر، ولكن نظراً لحجم صاروخ رعد الكبير، لم يكن بالإمكان إستخدامه كصاروخ إطلاق وحامل، ونتيجةً لذلك لم يتم إنتاجه على نطاق واسع. لكن خبراء الدفاع في جمهورية إيران نجحوا الآن في تطوير صاروخ كروز بعيد المدى بحركة ذكية واستخدام منصة صواريخ كروز ضد الأهداف الأرضية من فئة سومار. صواريخ كروز سومار وهويزة (بمدى 1350 كم) ومشكاة (بمدى 2000 كم) من بين صواريخ كروز الأرضية الإيرانية. تم تصميم هذه الصواريخ في الأصل للمدى البعيد، لذلك فقط عن طريق تغيير نظام الإستهداف الخاص بها واستخدام الرادار النشط (لصواريخ كروز البحرية)، وتغيير نوع الرأس الحربي إلى نوع خاص بلعمليات المضادة للسفن وإلغاء أنظمة الملاحة والتوجيه لصواريخ كروز الأرضية (TERCOM و DSMAC) واستخدام نظام ملاحة GPS / INS المتكامل جعل من الممكن الحصول على صاروخ كروز مضاد للسفن بمدى مماثل. أصبحت هذه الإمكانية التقنية حقيقة واقعة في العمل مع صاروخ (أبو مهدي)، وتم تحقيق مدى يزيد عن 1000 كم للصواريخ الإيرانية المضادة للسفن. وأدى ذلك إلى مضاعفة الاذرع الطويلة لإيران ثلاث مرات في الدفاع الآني عن سواحلها ضد السفن.

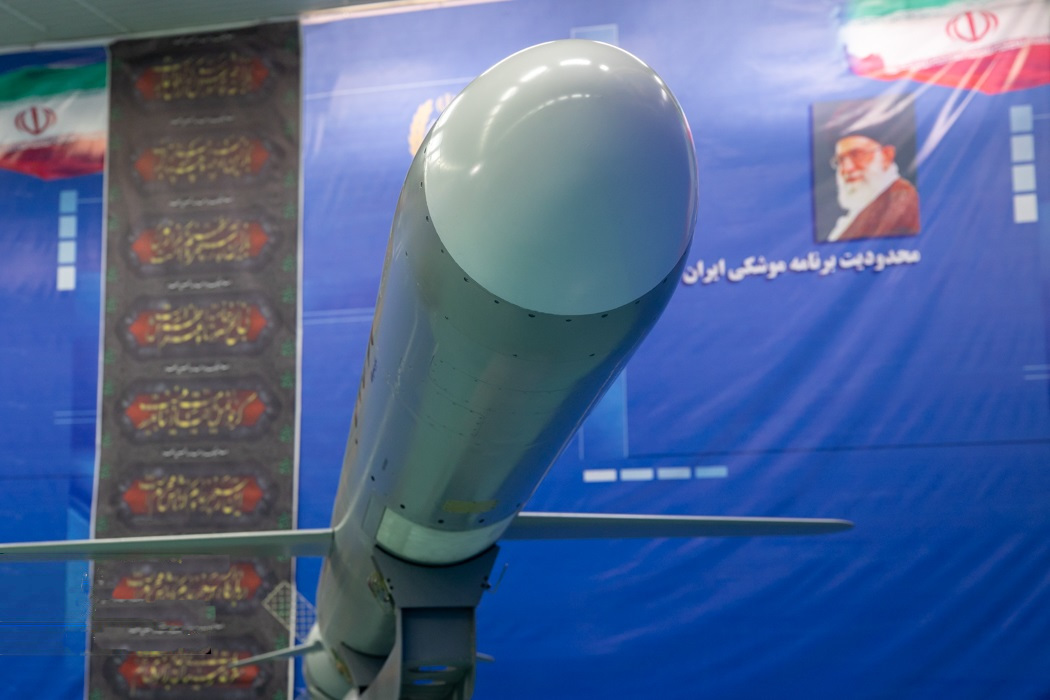
صاروخ كروز أبو مهدي البحري

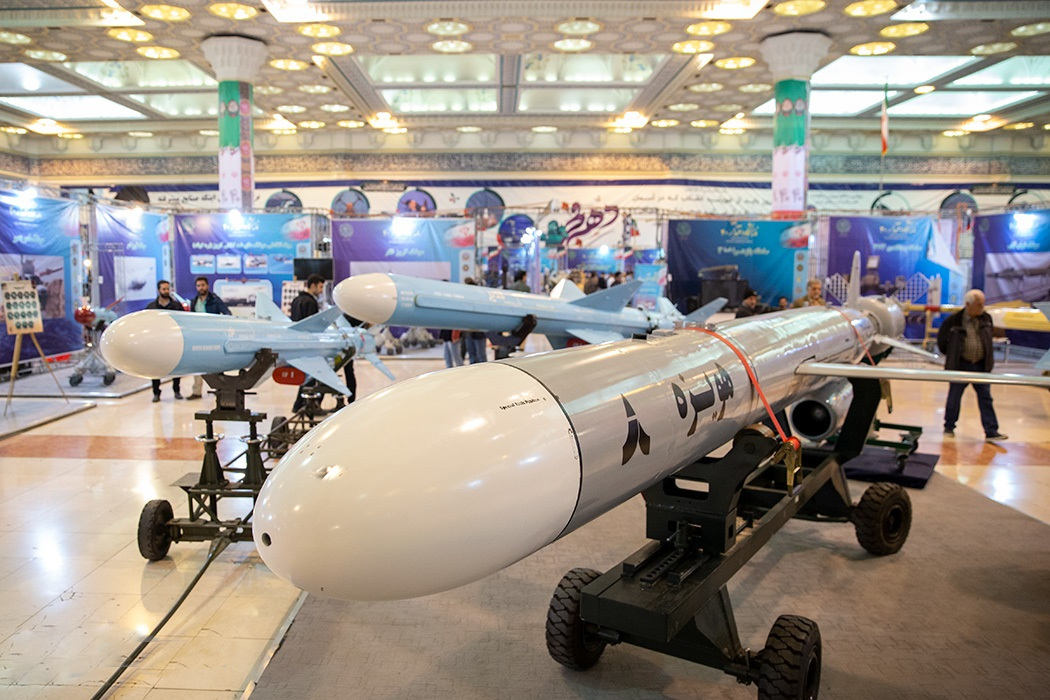
صاروخ كروز هويزه، أحد نماذج صواريخ كروز الإيرانية التي سبقت صاروخ كروز أبو مهدي البحري

## وصف الصاروخ
يتصف صاروخ كروز أبو مهدي البالغ مداه أكثر من (1000) كيلومتر بعدة صفات منها:
محرك الصاروخ:
يَستَخدِم صاروخ أبو مهدي محرك نفاث من فئة طلوع والتي لها تأريخ طويل وقوي من العمليات في طائرات كرار النفاثة بدون طيار، ونظراً لقدرات التحكم المناسبة في الدفع لهذا النوع من المحركات ووجود وقود كافٍ يتم وضعه في الهيكل الأكبر لصاروخ كروز الجديد، وكذلك نوع الأجنحة، فإن صاروخ أبو مهدي قادر على الطيران بمجموعة متنوعة من نطاقات السرعة.
أجنحة الصاروخ:
على عكس الصواريخ من فئة نور، التي تستخدم أجنحة مثلثة في منتصف جسم الصاروخ، يستخدم صاروخ أبو مهدي أجنحة مستطيلة ذات رأس دائري تبرز من داخل جسم الصاروخ. كما أن أجنحة التحكم الصغيرة في هذا الصاروخ ثلاثية ومثبتة في نهاية جسم الصاروخ، والتي تختلف أيضاً عن الصواريخ الإيرانية التقليدية المضادة للسفن السابقة. ومعزز الوقود الصلب الذي يوفر التسارع الأولي لهذا الصاروخ، بدلاً من الأجنحة شبه المنحرفة في صواريخ نور، يستخدم تصميم الأجنحة الشبكية، والتي تتميز بتصميم أكثر تقدماً، وبالطبع وزن أقل.
إطلاق الصاروخ:
المدى العالي لهذا الصاروخ واستخدام أنظمة ملاحية متطورة تجعل من الممكن إطلاق النار من عمق أكبر في البلاد في النماذج الساحلية، مما يجعل من الصعب على العدو العثور على القاذفات قبل إطلاق النار. وبالإضافة إلى ذلك، تتيح هاتان الميزتان لصاروخ أبو مهدي إمكانية إختيار طرق مختلفة للوصول إلى الهدف وحتى مهاجمة سفينة العدو من الجانب الآخر. حالياً يُطلق صاروخ أبو مهدي المضاد للسفن فقط من منصات إطلاق ساحلية، ولكن في المستقبل القريب، سيتم تثبيت هذا الصاروخ على السفن الحربية للبلاد بدلاً من الصواريخ السابقة. وبالطبع، المدى العالي جداً لهذا الصاروخ يعادل الآن سفينة مقاتلة تحمل صواريخ قدير تبعد أكثر من 700 كيلومتر عن الساحل، ويمكن لهذا الصاروخ أن يغطي بسهولة جميع السواحل الجنوبية للخليج العربي من أعماق البلاد.
طيران الصاروخ:
ولأن صاروخ أبو مهدي هو في الواقع جيل من صواريخ كروز الارضية، فإنه يتمتع بقدرات طيران كافية للطيران على ارتفاعات منخفضة وقريبة من منسوب المياه، بمساعدة أجهزة قياس الإرتفاع بالرادار. وبالإضافة إلى ذلك، يمكن أن يبدأ الصاروخ في الطيران بالقرب من الماء على مسافة أكبر من الهدف مقارنةً بالطرازات السابقة المضادة للسفن، وذلك بسبب وجود المزيد من الوقود، مما يساعد على إخفائه عن أنظار بعض أجهزة إستشعار العدو.
رادار الصاروخ:
يبلغ قطر صاروخ أبو مهدي 55 سم وهو رقم مشابه لاقطار كلاً من صاروخي هويزة وسومار لكنه يتمتع بمساحة أكبر لتثبيت هوائي كاشف رادار داخل هيكله، يمتلك رادار الصاروخ أيضًا القدرة على البحث عن الأهداف واختيار هدف بحري، بالإضافة إلى القدرة على قفل المنشآت الساحلية للعدو.
تجدر الإشارة إلى أن استخدام المنصات السابقة (مثل المنصة المستخدمة في صاروخ هويزه) يقلل من تكاليف البحث والتطوير، بما في ذلك وقت عملية التصميم والبناء والاختبار والإنتاج، وهو أمر واضح ومنطقي.

## ردود أفعال
إيران
الرئيس الإيراني:
قال الرئيس الإيراني حسن روحاني خلال مشاركته بالعرض العسكري بمناسبة يوم الصناعات الدفاعية الإيرانية والتي شهدت الإعلان الرسمي عن صاروخ كروز (أبو مهدي)، إن القوة الدفاعية لبلاده لن تهدد دول المنطقة، وإن إيران لن تستخدم قوتها الدفاعية للإعتداء على أي دولة، مؤكداً أن إستراتيجية طهران في هذا الإطار موجهة للدفاع عن أراضيها. وأضاف روحاني أن قوة إيران الدفاعية هي لصالح دول الجوار وليست ضدها، مشيراً إلى أن بلاده لم تبدأ أي حرب بعد نجاح الثورة الإسلامية في إيران عام (1979) رغم وجود عدة حروب في المنطقة. كما أكد روحاني ان (الصواريخ وبخاصةً صواريخ كروز مهمة جداً بالنسبة لنا. وتمكنا من زيادة مداها من 300 إلى 1000 كيلومتر في عامين يُعَد إنجازاً ضخماً). وأضاف (قدراتنا العسكرية وبرامجنا الصاروخية دفاعية).
وزير الدفاع الإيراني:
أعلن وزير الدفاع وإسناد القوات المسلحة الإيرانية العميد أمير حاتمي عن التوصل إلى صنع صاروخ كروز بحري بمدى 1000 كم باسم أبو مهدي وصاروخ باليستي بمدى 1400 كم باسم حاج قاسم. في تصريحه خلال مراسم إزاحة الستار عن منجزات جديدة لوزارة الدفاع لمناسبة يوم الصناعة الدفاعية والتي أُقيمَت بصورة (الفيديو كونفرانس) بحضور رئيس الجمهورية حسن روحاني، أشار العميد حاتمي إلى التقدم الكبير الذي حققته الصناعة الدفاعية في البلاد بعد إنتصار الثورة الإسلامية خاصةً خلال الأعوام الثلاثة الأخيرة إعتماداً على مبدئين أساسيين هما الإكتفاء الذاتي وتلبية حاجات البلاد. ونوه إلى تصنيع الطائرة الحربية «كوثر» وإنتاج 3 منها بعد تدشين خط إنتاجها وقال، انه سيتم حتى نهاية العام (العام الإيراني ينتهي في 20 آذار/ مارس 2021) تسليم 3 أخرى منها للقوة الجوية. وأضاف، لقد توصلنا إلى تصنيع صاروخ كروز بحري بمدى 1000 كم أُطلِقَ عليه اسم «أبو مهدي» وفي مجال الصواريخ ذات الوقود الجامد توصلنا إلى صنع صاروخ باليستي بمدى 1400 كم أُطلِقَ عليه اسم «الحاج قاسم» من صاروخ «ذوالفقار» البالغ مداه 700 كم. وأوضح أن صاروخ «ذو الفقار» كان يصل مداه إلى 700 كيلومتر فقط، واستُخدِمَ في إستهداف قاعدة (عين الأسد) في العراق، وكذلك استُخدِمَ لقصف تنظيم «داعش» في سوريا رداً على الهجوم، الذي إستهدف العرض العسكري في الأهواز.

قائد القوة البحرية في الجيش الإيراني:
أعلن قائد القوة البحرية في الجيش الإيراني، الأدميرال حسين خانزادي، يوم الأحد، 23 آب/ أغسطس 2020م، ان القوة ستستلم صاروخ كروز أبو مهدي البالغ مداه 1000 كم. وقال الأدميرال خانزادي، خلال تقديمه عدداً من القادة الجدد للاسطول البحري جنوب البلاد: ان «المجموعة الصاروخية تُعَد بمثابة اليد الطولى الضامنة لأمن واقتدار البلاد». وأضاف: لقد تمكنا في ظل الهمم العالية لأبناء البلاد من تصنيع صواريخ قادر وقدير بمدى 300 كم وصواريخ كروز البحرية وسيتم وضع صاروخ كروز الإيراني طلائية والذي أُطلِقَ عليه اسم «أبو مهدي» والبالغ مداه 1000 كم، تحت تصرف القوة البحرية وهو حدثٌ كبير. وأضاف: سنحصل مستقبلاً أيضاً على صواريخ كاسرة لحاجز الصوت وهو أمر يُعَد أولوية بالنسبة لنا.

## معرض الصور

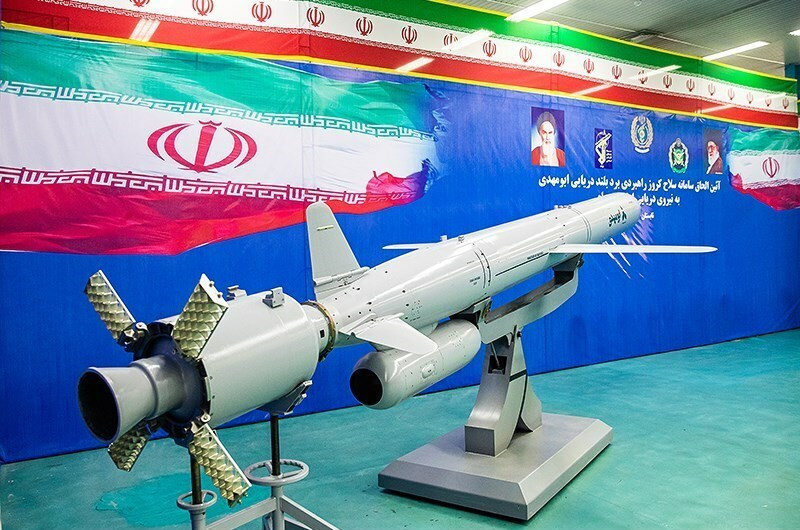
حفل إنضمام الصاروخ الإستراتيجي أبو مهدي إلى بحرية الجيش والحرس الثوري الإيراني، بحضور وزير الدفاع محمد رضا آشتياني، وقادة القوات البحرية للجيش والحرس الثوري الإيراني

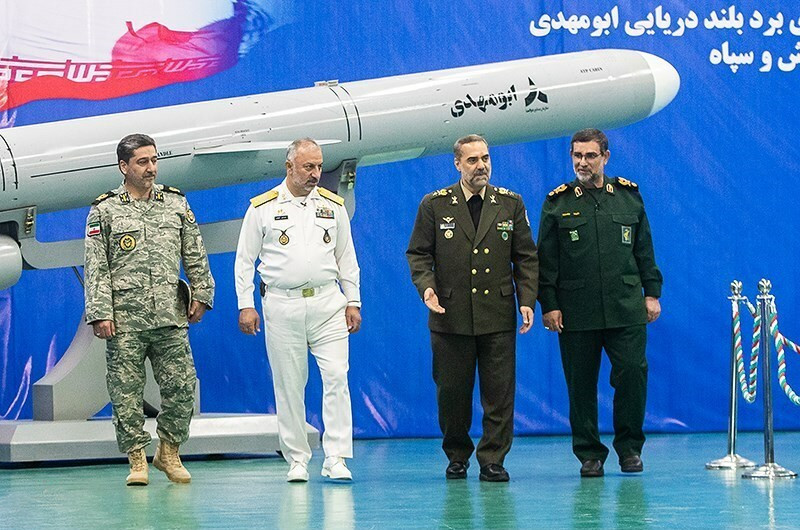
حفل إنضمام صواريخ كروز البحرية الإستراتيجية شهيد أبو مهدي إلى بحرية الجيش والحرس الثوري الإيراني

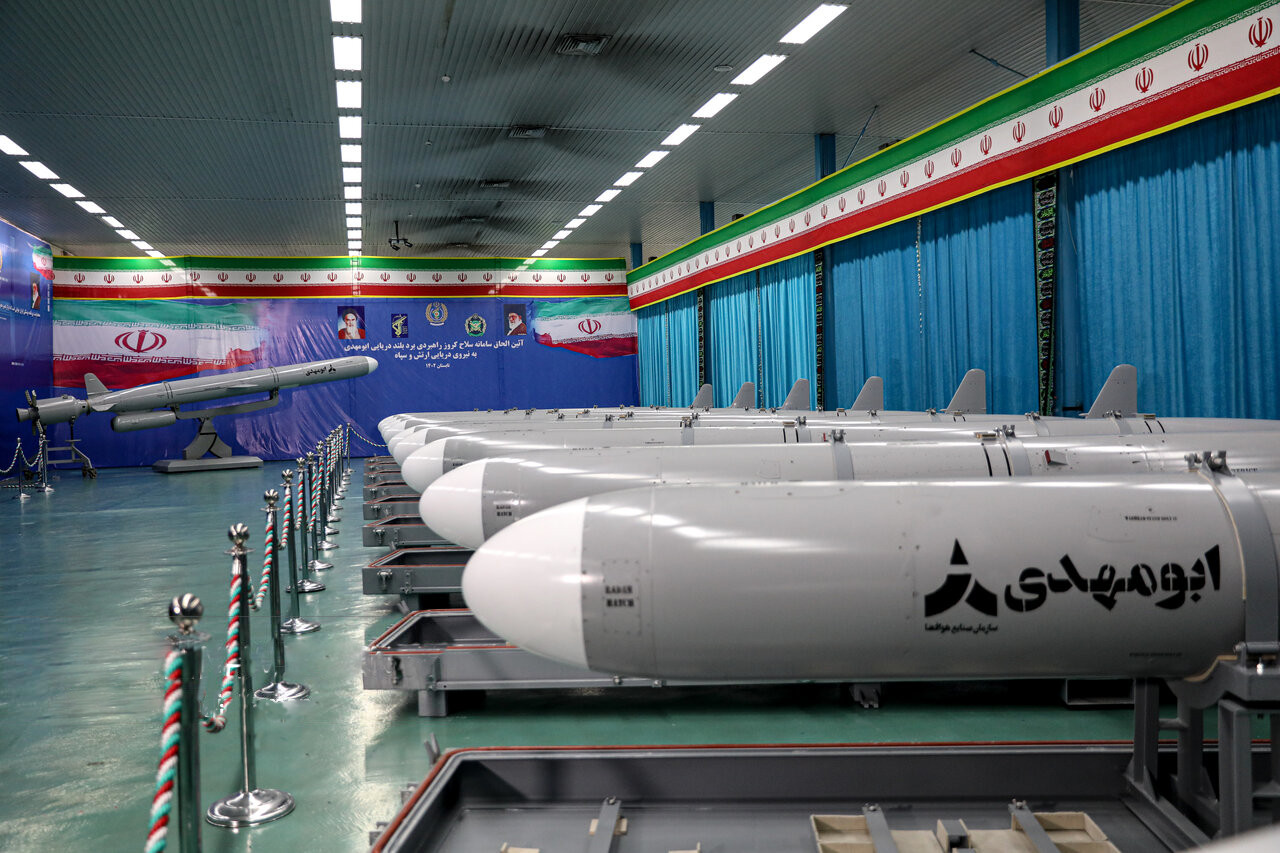
الإنتاج الضخم لصواريخ شهيد أبو مهدي البحرية

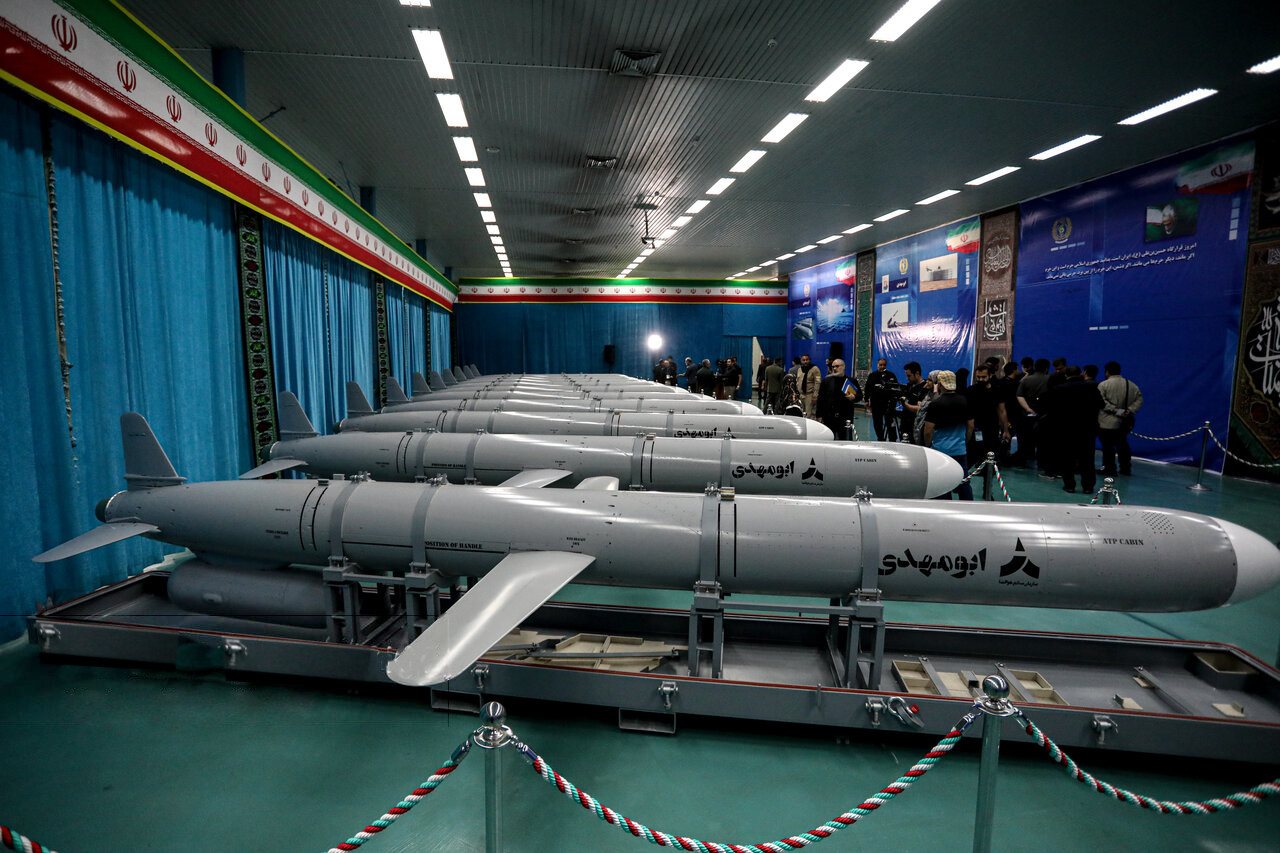
مراسم إنضمام صواريخ كروز أبو مهدي إلى منظومة السلاح التابعة للجيش والحرس الثوري الإيراني

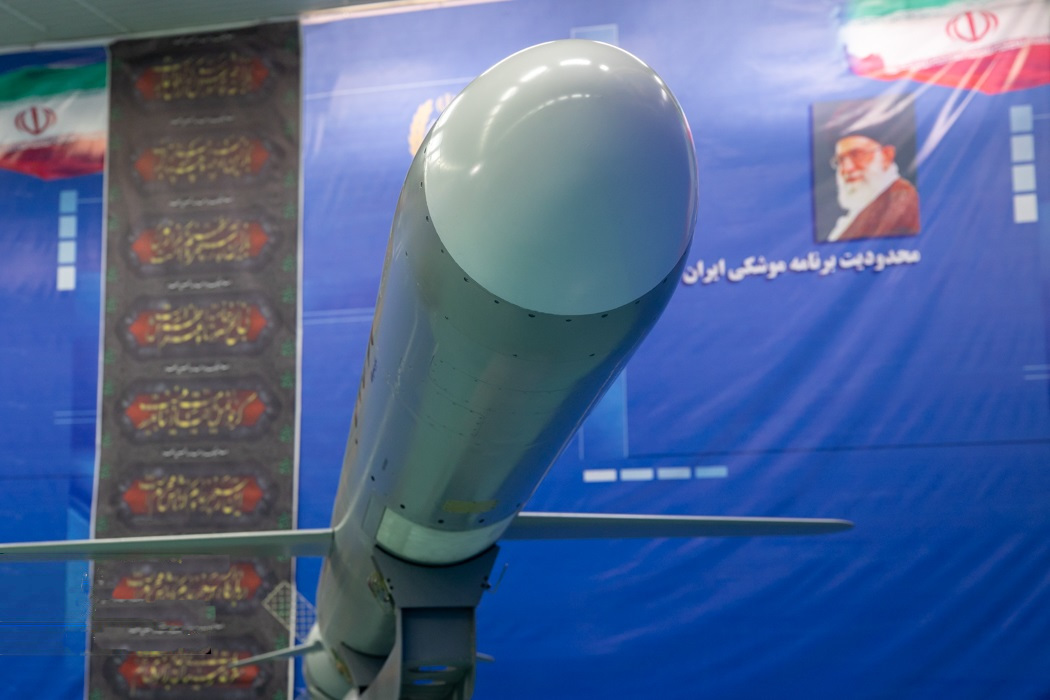
صاروخ كروز أبو مهدي البحري

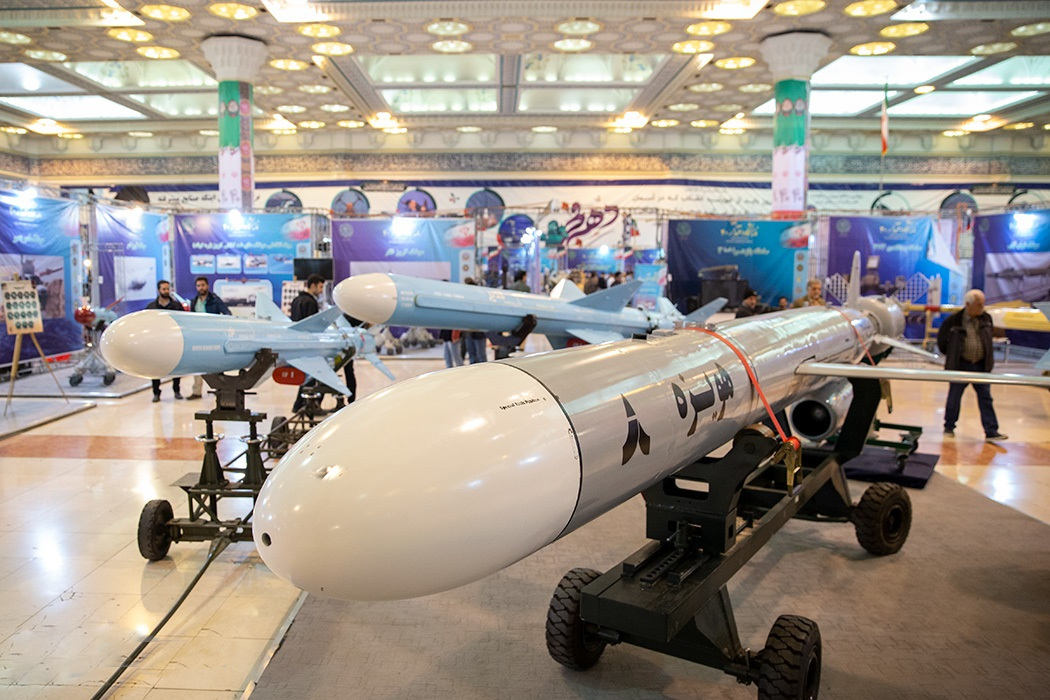
صاروخ كروز هويزه، أحد نماذج صواريخ كروز الإيرانية التي سبقت صاروخ كروز أبو مهدي البحري